# Smittoidea discoveriae
Smittoidea discoveriae är en mossdjursart som beskrevs av Powell 1967. Smittoidea discoveriae ingår i släktet Smittoidea och familjen Smittinidae. Inga underarter finns listade i Catalogue of Life.